# Tâm 9
Tâm 9 là album phòng thu thứ chín của ca sĩ Mỹ Tâm, được phát hành ngày 3 tháng 12 năm 2017 bởi MT Entertainment và Viết Tân. Album được sản xuất bởi Khắc Hưng, bao gồm 12 ca khúc và 1 hiddentrack theo thể loại pop soul là các sáng tác của chính Tâm, Khắc Hưng, Đức Trí, Phan Mạnh Quỳnh, Vũ Cát Tường và Tấn Phong. Đây cũng là album có sự kết hợp với nhiều cá tính âm nhạc.
Sau một thời gian dài 4 năm kể từ album trước đó của cô, Tâm (2013). Năm 2017, Mỹ Tâm đã chính thức phát hành album phòng thu thứ chín của mình. Album là sản phẩm của Mỹ Tâm trong một dự án kéo dài suốt 3 năm với tính cầu kỳ trong ý tưởng và sản xuất. Đây là những cảm xúc trọn vẹn mà Tâm đã bước lên những khó khăn trong năm, album chứa đựng những góc khuất sâu thẳm của bản thân cô.
Để quảng bá cho Tâm 9, cô cũng lần lượt tổ chức các đêm nhạc tại ba thành phố Thành phố Hồ Chí Minh, Hà Nội và Đà Nẵng. Ba đêm nhạc đã quy tụ hàng chục nghìn khán giả và tạo hiệu ứng đông đảo của công chúng có quy mô lớn nhất từ trước đến nay. Cô cũng là ca sĩ đầu tiên chọn phố đi bộ là nơi để quảng bá album.
Tâm 9 ra mắt đã gặt hái được nhiều thành công vang dội và các kỷ lục. 5000 bản CD đã được tiêu thụ trực tiếp tại phố đi bộ Nguyễn Huệ chỉ sau 1 tiếng phát hành, giúp Mỹ Tâm trở thành nữ nghệ sĩ đầu tiên của Việt Nam làm được điều này. Sau 1 tuần, 10.000 đĩa đã được tiêu thụ khiến cho việc đặt hàng online phải tạm ngừng. Tại các buổi quảng bá tại Hà Nội và Đà Nẵng cũng ghi nhận 2000 đĩa đã được bán. Tính tới đầu năm 2018, gần 20.000 bản đã được tẩu tán. Tâm còn trở thành ca sĩ Việt Nam đầu tiên lọt vào top 10 bảng xếp hạng World Album của Billboard tại Mỹ. Tâm 9 sau đó liên tiếp toàn bộ các ca khúc dẫn đầu về số lượng lượt tải tại iTunes Việt Nam, #8 "Amazon Hot New Releases", #1 "New Releases in Soul", #4 "Best Sellers in Albums" của Amazon. Gây ấn tượng mạnh mẽ với các nhà báo và giới chuyên môn, album đã giúp cô giành 2 giải Cống hiến cho "Album của năm" và "Ca sĩ của năm".

## Phát triển
Ngày 7 tháng 7 năm 2016, Mỹ Tâm ra mắt "Cuộc tình không may". Đây là lần hợp tác mở đầu cho sự thành công sau này giữa cô và Khắc Hưng. đầu tiên hợp tác với một êkip trẻ là dấu hiệu khi có những thay đổi mới về mặt hình ảnh. nhận được phản ứng tích cực từ khán giả.
"Tính tôi vốn thất thường mà, khi có hứng hát nhạc gì tôi sẽ hát nhạc đó và vẫn sẽ ăn mặc theo cách mình muốn. Nên không cần nói trước điều gì và cũng đừng suy nghĩ quá nhiều, hãy để cảm xúc trong lòng mình lên tiếng vì bản thân nghệ thuật là vậy".
Mỹ Tâm đã chia sẻ về album Tâm 9 như sau: "Nói về Tâm 9, điều mình thấy rõ nhất để bắt tay làm có lẽ là khi mình có cảm hứng sáng tác lại, mình ngồi xuống và viết Đau thế mà, ngay lúc đó mình nghĩ Tâm 9 có thể đã đến lúc ra đời. Và việc gặp gỡ Khắc Hưng quả là định mệnh, hai chị em có cảm giác như không cần phải nói gì cũng hiểu nhau. Thần giao ấy rất khó gặp, chính vì lẽ đó Tâm 9 là những gì trọn vẹn nhất mà chỉ có cảm xúc chân thật và một tâm tư sâu thẳm lắm mới có thể hoàn thiện được."
Về phía Khắc Hưng, anh chia sẻ: "Năm 2017 có thể là năm tôi thành công nhất, nhưng đồng thời là năm tôi đau khổ nhất trong cuộc sống. Tôi đánh mất rất nhiều thứ và trong lúc đó, chị Tâm bên cạnh. Ngay giữa quá trình sản xuất album, tôi gặp chuyện. Không chỉ có chuyện tình cảm mà còn vấn đề bạn bè, gia đình, sức khoẻ... Nó là tổ hợp của rất nhiều vấn đề và đến dồn dập trong cùng một giai đoạn khiến tôi cảm thấy rất bế tắc. Tôi chậm công việc đến một tháng, không nghe máy, không trả lời tin nhắn và giải thích cho bất cứ ai. Khi ấy tôi đã chuẩn bị tinh thần đón nhận lời quở trách từ phía chị Tâm nhưng ngược lại chị rất thông cảm. Chị để tôi thoải mái được nghỉ ngơi, chị đặt niềm tin vào tôi dù hạn chót đã cận kề. Nhiều khi tôi cũng không hiểu vì sao chị lại như thế bởi tôi quá nhỏ bé còn chị đã là một ngôi sao lớn. Tôi không có quyền gì để khiến chị phải chờ đợi như thế. Chị hoàn toàn có thể gạt tôi đi để chọn người khác nhưng chị không làm. Điều đó khiến tôi nghĩ rằng giữa 2 chị em không chỉ là niềm tin về tài năng mà còn là sự thấu hiểu.
Tôi gặp chị Tâm khi đó vào tháng 3, lúc đó hai chị em gặp nhau ở Hà Nội trong một dự án khác. Ngồi bàn bạc với nhau một chút thì chị có hé lộ đến việc sẽ làm một album trong năm nay. Lúc đó chỉ nghĩ chị nói bâng quơ, nhưng tôi cũng đánh liều hỏi: "Vậy chị chọn được nhà sản xuất nào chưa ạ?". Hóa ra chị cũng có ý định bàn việc này với tôi rồi, và thật bất ngờ khi được chị Tâm tin tưởng và giao cho tôi đảm nhiệm trọng trách sản xuất âm nhạc.
Nguồn cảm hứng trong album đến từ những câu chuyện của chị Tâm và tôi là chủ yếu. Đó là những cảm xúc rất thật, rất gần với tâm trạng của cả hai, và may mắn là nó rơi vào đúng quỹ đạo chung của hai chị em, tạo thành một sự đồng điệu trong âm nhạc và định hướng của album này.
Khi làm việc cùng, tôi lại cảm thấy rất dễ chịu vì chị lại rất tự do cho nhà sản xuất sáng tạo, và những áp lực nếu có, chỉ đến từ chính tôi khi muốn thực sự nghiêm túc trong âm nhạc thôi. Bản thân tôi cũng là một người khó tính với chính mình, và khi làm việc với chị Tâm, tuy là đàn chị, tôi cũng rất quyết liệt với những ý tưởng của mình. Nhưng rất hạnh phúc là Mỹ Tâm hoàn toàn cởi mở với những ý tưởng mới, và luôn cố gắng để làm tốt nhất có thể những gì mà tôi muốn.
Biết chị Tâm kĩ tính, nên tôi cũng cố gắng kĩ càng ngay từ đầu, từ những bản demo rồi đến những bản phối nháp đầu tiên, tôi nghiên cứu rất kĩ về phong cách âm nhạc của chị, và đã cố gắng làm sát nhất có thể với ý tưởng bản hoàn chỉnh để chị ấy có thể tưởng tượng dễ nhất và không mất công chỉnh sửa nhiều. Nhờ vậy, quá trình làm việc rất hiệu quả, tuy vất vả vì nhiều công đoạn nhưng đều trơn tru cả. Riêng về công đoạn mix master thì có lâu hơn một chút, bởi vì chị Tâm rất tin tưởng giao cho ekip bên Hàn Quốc mà chị chọn lựa để đảm bảo chất lượng âm thanh được tốt nhất."
Thật ra là do cảm hứng, vì mình làm abum thì thường phải có nhiều cảm xúc nhất mới làm. Là ca sĩ thì ý nghĩ làm album lúc nào cũng có trong đầu, nhưng làm lúc nào thì phải đợi đến lúc mình bắt được khoảnh khắc mãnh liệt nhất thì mình mới lấy cảm xúc đó để bắt đầu. Và điều đó đã xuất hiện vào đầu năm nay.
Tâm làm album hoàn toàn theo cảm xúc. Hồi đầu năm, tự nhiên Tâm rất muốn làm một đĩa mới trong năm nay. Lúc đó, Tâm cũng đã có một vài bài mới mà mình sáng tác, và vẫn đang tìm kiếm một nhà sản xuất phù hợp. Khi ra Hà Nội vào tháng 3 để làm một dự án khác cùng Khắc Hưng, Tâm lập tức nhận ra đây là nhà sản xuất mà mình đang kiếm tìm. Và album chính thức bắt đầu từ đó.

## Sản xuất
Khi bắt tay vào làm thì mất gần 1 năm.Trong 13 ca khúc, tôi tham gia sáng tác 5 bài, viết lời một bài và 11 bài tôi sản xuất, phối khí. Tôi nghĩ, bản thân phải thực sự yêu quý thì mới có thể làm được nhiều sản phẩm trong khoảng thời gian như vậy.
Áp lực khi đứng trước một ca sĩ lão làng như chị Mỹ Tâm cũng khiến tôi phải chăm chút cho sản phẩm hơn. Trong năm nay, chị ấy là người tôi dành tất cả tâm huyết và công lực.
"Trong đĩa này có 12 bài, tất cả đều được chọn lựa sao cho hợp lý nhất với dòng cảm xúc đưa đến với khán giả. Sau khi hoàn thành xong 12 bài, ngày cuối cùng, nhạc sĩ Khắc Hưng mới gửi cho Tâm bài Người hãy quên em đi. Nhưng nếu đưa vào 13 ca khúc thì không được nên Tâm quyết định giấu một bài chỉ có 12 bài thôi để "đánh lừa" khán giả vì không có bài đó, mà thật ra mình cứ ra. Nhìn danh sách tưởng không có nhưng lại có bài đó" - Mỹ Tâm chia sẻ việc chỉ để trong danh sách 12 ca khúc và giấu đi bài hát thứ 13 đều là có chủ ý từ trước.
Tôi nghĩ đó là phần cảm xúc rất hoà quyện với âm nhạc. Đôi khi việc khiêng cưỡng chọn các ca khúc theo chủ đề hay phù hợp chất nhạc, tổng thể toàn album khiến bản thân phải hi sinh nhiều thứ. Nghĩa là dù nhiều ca khúc hợp giọng chị Tâm hay hợp cảm xúc của tôi nhưng bắt buộc phải loại ra vì không hợp tổng thể âm nhạc.
album này ra đời vào thời điểm cô có cảm xúc mãnh liệt nhất trong cuộc sống và âm nhạc. Điều đó xuất hiện vào đầu năm nay và cô mất một năm để bắt tay sản xuất nó. "Với tôi, âm nhạc là cảm xúc, nghe và cảm nhận theo tình cảm mỗi người nên tôi sẽ không nói gì khác ngoài việc khai thác cảm xúc của mình thôi", cô nói.

### Sản xuất
Phải nói đúng hơn là chúng tôi tranh luận để hiểu nhau. Ai cũng hiểu với vị trí và tính cách, chị Tâm là người cầu tiến, cầu toàn, luôn muốn có ý kiến đóng góp tốt nhất từ những người xung quanh, chứ không muốn dẫn dắt ai theo ý mình.
Thú thật, quãng cách thế hệ giữa tôi và chị Tâm khá lớn, dù sao chị cũng là nghệ sĩ gạo cội, còn tôi vẫn còn là một nhà sản xuất trẻ nhưng chị luôn tôn trọng mọi ý kiến từ tôi. Nếu có điều bất ổn, tôi đưa ý kiến, sẵn sàng bảo vệ cái tôi của mình và chị luôn tôn trọng điều ấy.
Để đảm bảo chất lượng âm thanh cho toàn bộ các ca khúc nằm trong album, Mỹ Tâm đã nhờ đến ekip Hàn Quốc, cũng là những người bạn gắn bó với nữ ca sĩ từ album Vol.5 "Vút bay", đảm nhiệm công đoạn cuối cùng trước khi "Tâm 9" được ra mắt. Nổi bật trong số đó phải kể đến những tên tuổi như Cho Sung Jin, Yun Sang Chul, Kwak Jung Shin và bậc thầy master Jun Hoon...
Khó khăn lớn nhất của Tâm 9 là vấn đề kỹ thuật và thời gian. Tâm không đặt ra một ngày cụ thể để phát hành và cũng không hứa hẹn với khán giả ngày tung ra album mới nhưng khi thu xong, Tâm nôn nao mong hoàn thành hơn bao giờ hết. Vậy mà trong quá trình thực hiện đã có một vài trở ngại. Một trong số đó là chuyện làm "đĩa cái" (master) cho album. Tâm thường mix đĩa ở Hàn Quốc nhưng vẫn làm master ở Việt Nam. Nhưng lần này, đến giai đoạn làm master - công đoạn gần như là cuối cùng để chuẩn bị phát hành sản phẩm thì máy làm master ở Việt Nam bị hư. Thế là Tâm phải bay sang Hàn Quốc để thực hiện công đoạn này. Thường thì người ta không nhận làm cho mình khi không có liên lạc hay hợp đồng trước. Nhưng rất may là phía đối tác Hàn đã thông cảm và hết sức hỗ trợ để Tâm có thể có được "đĩa cái" tốt và nhanh nhất trong điều kiện cho phép.
Khắc Hưng bảo 2017 là năm đáng nhớ với anh bởi mang về những thành công và cả những đau khổ trong cuộc sống. Quãng thời gian anh sản xuất album Tâm 9 cũng là lúc gặp vấn đề bạn bè, gia đình, sức khỏe và có những lúc cảm thấy bế tắc kinh khủng.
"Mỹ Tâm là một ngôi sao, chị ấy hoàn toàn có thể tìm người khác để thay thế khi tôi bị chậm tiến độ thực hiện sản phẩm âm nhạc. Nhưng không một lời giục giã hay trách móc, Mỹ Tâm đã cưng chiều tôi hết mực sẵn sàng chờ để tôi được nghỉ ngơi... Và điều quan trọng chị đặt niềm tin ở tôi"

### Thu âm
Khi hát, Tâm đã để cho cảm xúc của mình gần với tác giả nhất có thể. Giọng hát của ca sĩ là màu sắc riêng biệt, không thể lẫn với những màu sắc khác. Và để thể hiện sự tôn trọng của mình với tác giả, tôn trọng màu sắc trong âm nhạc của nhạc sĩ, Tâm đã hát theo đúng những gì họ viết.
Vì vậy, nhiều đoạn luyến láy là mọi người cho là "chuẩn Phan Mạnh Quỳnh", hay những đoạn ngân, lên cao mà mọi người cho là "hệt Vũ Cát Tường". Tâm đã để nguyên vì như thế mới là nhạc của Vũ Cát Tường hay Phan Mạnh Quỳnh – những bài nhạc mà Mỹ Tâm yêu thích và chọn hát.

### Dấu ấn nghệ sĩ
Toàn bộ các ca khúc được Mỹ Tâm sắp xếp theo diễn biến của một chuyện tình đôi lứa. Xuyên suốt album là sự biến hóa của cô với nhiều màu sắc đa dạng. Từ nhẹ nhàng, trầm tư với những bản tình ca của Đức Trí, Khắc Hưng; mạnh mẽ trong những sáng tác gắn mác của chính mình đến lạc quan trong những giai điệu của Vũ Cát Tường, Phan Mạnh Quỳnh.
~ Mỹ Tâm viết trên trang cá nhân facebook

## Sáng tác

### "Đừng hỏi em"
"Đừng hỏi em" là một sáng tác của Mỹ Tâm, được phát hành như là đĩa đơn chính thức thứ hai vào ngày 14 tháng 10 năm 2017. Ca khúc đã được cô viết giai điệu từ rất lâu trước đó với câu: "Đừng hỏi em vì sao". Sau một thời gian dài, vào một buổi sáng cô vô tình mở trong điện thoại và hoàn thành nó. "Sau khi ca khúc được bạn Khắc Hưng phối, Tâm nghe rất xúc động, mang chút gì đó hoài niệm mà lại rất mới và có thể nói đến thời điểm này, đây là bài phối mang lại cho mình nhiều cảm xúc nhất."
Giai điệu của sáng tác này không quá mới mẻ, không phải là một thể loại tách hoàn toàn khỏi địa hạt pop ballad quen thuộc của cô từ xưa đến nay, thậm chí phần đông người nghe cảm giác giai điệu ca khúc này bị cũ. Tuy nhiên với bàn tay "nhào nặn" của producer Khắc Hưng, anh đã làm cho tác phẩm này có bản hòa âm hợp với thời đại hơn. Những tâm tư của cô gái trong "Đừng hỏi em" mở đầu album bằng một cảm xúc buồn, dẫn khán giả vào thế giới nội tâm đầy phức tạp, mà ở đó, có cả sự mạnh mẽ xen lẫn tiếc nuối khi cô kể lại chuyện tình của mình.

### "Cô ấy là ai?"
"Chẳng hạn như khi thu âm ca khúc Cô ấy là ai, dù có một câu nối cuối bài chưa hợp ý mà chị nhất phải hoàn chỉnh. Dù tôi thấy rất ổn nhưng chị vẫn không hài lòng, kết quả chỉ một câu nhỏ mà chúng tôi phải thu hơn 100 lần trong 1 tiếng. Quan điểm của chị là hạn chế can thiệp máy móc vào giọng hát, nên chị muốn làm chính giọng hát thật của mình." - Khắc Hưng
"Cô ấy là ai?" được chắp bút bởi Khắc Hưng, tiếp tục là một bản Ballad bắt tai, với phần ca từ đậm tính tự sự, nối liền nội dung của "Đừng hỏi em". Lời bài hát liên tục là những câu hỏi dồn dập trong lòng người con gái dành cho người yêu đã phản bội cô. Để rồi sau đó, một chút cảm xúc trách móc tiếp tục thể hiện trong bản Pop Rock "Anh chưa từng biết" của Phan Mạnh Quỳnh. Và "Nếu có buông tay" của Khắc Hưng mà Mỹ Tâm gọi vui là "ca khúc sát thương" - khép lại phần đầu, những gì mà Mỹ tâm dẫn dắt người nghe vào thế giới cảm xúc của mình. Nữ ca sĩ chia sẻ, cô muốn khóc khi nghe ca khúc vào một buổi chiều.
Màu sắc Soul, Blue thể hiện rõ nhất ở phần tiếp theo của album qua chuỗi ca khúcĐau thế mà (Mỹ Tâm), Mong cho anh (Vũ Cát Tường), Lạnh lùng (Mỹ Tâm). Ở phần này, cảm xúc được đẩy lên cao trào hơn. Đặc biệt, trong cách xử lý, nữ ca sĩ liên tục khoe quãng giọng cao. Rõ nhất là ở tác phẩm "Mong cho anh", khán giả để lại nhiều bình luận "nổi da gà" khi nghe đến nốt cao nhất trong bài do Mỹ Tâm thể hiện.
Sự kết hợp nhận được không ít sự quan tâm của người yêu nhạc trong album lần này là với nhạc sĩ Đức Trí. Ca khúc "Muộn màng là từ lúc" như một sự yếu lòng của người phụ nữ sau tất cả những nỗi đau đã đi qua. "Muộn màng là từ lúc ta chưa gặp gỡ/ Muộn màng là từ lúc ban sơ vừa quen/ Nghẹn ngào là từ lúc yêu thương vừa chớm/ Ta hẹn nhau cuối đời nói lời chia tay". Mỹ Tâm cho biết đây được xem là phần 2 của "Đừng hỏi em", đó là bài đỡ buồn nhất cả đĩa, bởi nó có sự hy vọng trong đó.
Và một chuỗi Ballad, Soul nối dài kể từ ca khúc này đến cuối album đưa người nghe đi từ cảm giác chút tiếc nuối, xen lẫn sự chấp nhận về câu chuyện buồn không còn có thể hàn gắn được nữa. Nỗi niềm đó day dứt trong từng giai điệu buồn đến ám ảnh

### "Nếu có buông tay"
Ca khúc mà Mỹ Tâm có nhiều cảm xúc nhất, cô đã gọi đó là ca khúc sát thương trong album.

### "Đau thế mà"
Mỹ Tâm cho biết, điều để bản thân cô bắt tay thực hiện "Tâm 9" là khi có lại được cảm hứng để sáng tác, viết nên "Đau thế mà" viết và hát cho cuộc tình không trọn vẹn.

### "Mong cho anh"
"Chị Mỹ Tâm từng liên lạc với tôi để tìm một ca khúc mới. Sau cuộc điện thoại này tôi đã suy nghĩ và viết riêng cho chị "Mong cho anh". Đây là bài hát có giai điệu mà tôi từng ngân nga rất nhiều, tự chơi đàn và cho ra những đoạn ê a rất cảm xúc nhưng chưa biết lấy đề tài gì để viết cho nó. Giống như một cái duyên, tôi thấy đoạn này trong tủ sáng tác của mình đã đến lúc phải dùng, và người hát không ai khác là chị Mỹ Tâm.
Đối với tôi, chuyện hợp tác là cái duyên nên tôi không đặt nặng việc phải viết sao cho thành hit, quan trọng là người thể hiện hiểu về nó và sống được trong bài hát đó, đâu đó thấy hình ảnh của mình hay khán giả mà họ đồng cảm.
Tôi rất vui khi được làm việc với chị Mỹ Tâm, một người rất chăm chút cho những sản phẩm của mình đến mức mà người ta có thể gọi là "khắt khe". Từ lúc có bản demo đầu tiên do tôi tự đệm piano và hát, sau đó đem đi phối khí thì tôi và chị Tâm đều không đồng ý về bản phối đầu tiên bởi nó chưa truyền tải được sự giằng xé trong một người phụ nữ.
Bên cạnh đó, chị Tâm còn là người rất tôn trọng nhạc sĩ. Ở giai đoạn sáng tác và hoàn thiện bản phối, chị ấy cùng chúng tôi trao đổi qua lại để cho ra sáng tác cuối cùng phù hợp với giọng hát của chị nhất. Còn trong phòng thu, tôi cảm thấy hài lòng với cách làm việc và sự hợp tác của chị Tâm. Sẽ rất khó cho một người nhạc sĩ/ nhà sản xuất nếu ca sĩ đó không hợp tác và biết lắng nghe, nhưng chị Tâm lại rất tôn trọng dù tôi còn trẻ. Tôi cùng chị Tâm mất 6 tiếng đồng hồ, thu âm tới sáng mới cảm thấy hài lòng.

Nhìn lại quá trình làm việc, tôi cảm thấy may mắn khi chị Tâm tìm đến tôi ở một thời điểm rất thích hợp, ý tưởng có đúng lúc chị Tâm muốn hợp tác với tôi nên không mất quá nhiều thời gian chỉnh sửa. Cả hai chị em cũng có vẻ hợp ý nhau nên cái chị ấy thấy chưa được tôi cũng thấy, và ngược lại, nên cả hai không mất nhiều thời gian, tốc độ làm việc rất nhanh." - Vũ Cát Tường
~ Khắc Hưng 

### "Người hãy quên em đi"
Tuy nhiên, điểm đáng chú ý trong sản phẩm âm nhạc lần này là việc sau khi nghe hết cả album vol.9, người hâm mộ bất ngờ khi thấy toàn CD có tới 13 ca khúc chứ không chỉ là 12 như phần bìa đĩa trong album in ấn. Và "hidden track" thứ 13 trong album này lại chính là ca khúc phối theo phong cách bossa nova cực bắt tai được Mỹ Tâm "thả thính" và chia sẻ rộng rãi nhất trong những ngày vừa qua với vũ điệu "say rượu" cực kì dễ thương.
Ngay sau đó, trong buổi gặp gỡ thân mật, Mỹ Tâm cũng đã bật mí ca khúc thứ 13 trong album vol.9 được mang tên Người hãy quên em đi. Tuy nhiên, lí do không nằm ở việc con số thứ 13 vốn được cho là không may mắn, thậm chí còn với cách lí giải của cô theo quy luật đếm sinh-lão-bệnh-tử thì số 13 rơi vào vị trí "sinh" rất đẹp. Vì vậy, "Hoạ mi tóc nâu" cho rằng khi mình kết thúc một câu chuyện tình nào đó thì sẽ có một cuộc tình mới đẹp hơn, nên cô quyết định vị trí thứ 13 "ẩn giấu" trong album là ca khúc Người hãy quên em đi.
Người hãy quên em đi chỉ cần thu một lần, khi cô đang say
Tôi đã chọn ra 13 bài hát cho album từ 20 bài ban đầu. Và tôi cũng đã thử cho mọi người trong công ty nghe các bài trong album trước để xem mọi người có thật sự thích tất cả những ca khúc ấy như tôi. Thật may là mọi người đều vote cho tất cả các bài mà không chê bất cứ bài nào cả.
Sự thật là ban đầu tôi chỉ có ý định album sẽ là 12 bài hát. Nhưng rốt cuộc cho đến phút cuối vẫn cảm thấy đoạn kết cho album chưa trọn vẹn. Và ca khúc số 13 được nhạc sỹ Khắc Hưng viết và gửi về ngay trong đêm trước ngày đi xin giấy phép phát hành.
Khuya đó tôi đã vào phòng thu ngay lập tức và Người hãy quên em đi ra đời theo một cách chẳng ai tính trước. Hôm sau tôi có thử thu lại một lần nữa nhưng cảm xúc vẫn không ổn nên có thể nói bản thu Người hãy quên em đi được thực hiện đúng 1 lần và hầu như không chỉnh sửa gì cả.
Vũ điệu drunken dance đã trở thành điệu nhảy viral của công chúng. Điệu nhảy đã nhận được sự hưởng ứng từ một số nghệ sĩ như Hồ Ngọc Hà, Trấn Thành, Kim Lý, Hương Giang, Đông Nhi, Isaac, Khắc Hưng, Thiên Minh.
Điệu nhảy Drunken Dance đã tạo được một hiệu ứng trên mạng xã hội. Khi Tâm thu không say sưa. Hôm đấy đi ăn về cùng bạn bè thì bài hát đang trong giai đoạn thu âm cuối nên thu rất nhanh. Thu xong nghe lại cảm thấy rất cuốn hút và cứ nhảy một cách tự nhiên suốt đêm: "Hình như, mình nghe nhạc này xong thì muốn nhảy, cứ nhảy vậy thôi".

## Diễn biến thương mại
~ Mỹ Tâm hạnh phúc về thành tựu mà Tâm 9 đạt được
Ban đầu công ty MT Entertainment cho mọi người đặt trước online, tuy nhiên, đến trưa ngày 20/11, cô và ekip tạm dừng việc đặt trước vì số lượng vượt quá dự tính ban đầu. Tính đến thời điểm tạm ngừng, hơn 2000 đơn đặt hàng với số lượng trung bình từ 2 - 3 đĩa mỗi đơn đã được gửi.
Ngày 03/12, cô chính thức mở bán album tại The Long, Times Square (22 - 36 Nguyễn Huệ, Q.1,TP. Hồ Chí Minh). Trong vòng 1 giờ phát hành, hơn 5.000 đĩa đã được tẩu tán chưa bao gồm số lượng đĩa đặt online, phá kỷ lục DVD Heartbeat trước đó của cô với 3.000 bản trong một ngày. Đây là album đầu tiên và duy nhất giữ kĩ lục về số lượng bán ra trong ngày đầu tiên tại Việt Nam. Tâm 9 đã vượt qua kỷ lục của album phòng thu thứ ba Yesterday and Now (2003). Điều này chứng tỏ sức hút không có dấu hiệu suy giảm của cô giữa thị trường băng đĩa đang gặp khó khăn do ảnh hưởng của việc vi phạm bản quyền của nhiều trang nhạc trực tuyến miễn phí.
Trong buổi ra mắt tại Hà Nội, đĩa cũng được tiêu thụ hết.
Sau khi kết thúc showcase giới thiệu album tại Đà Nẵng (17/12) cô thông báo toàn bộ 10.000 bản in CD đã được bán sạch hết. Sau đó để đáp ứng nhu cầu quá cao của mọi người, Mỹ Tâm cho tái bản thêm 2.000 bản CD nữa và tiếp tục nhanh chóng cháy hàng.
Đầu tháng 1 năm 2018, 20.000 bản đã được tiêu thụ.
Đầu năm 2020, MT Entertainment xác nhận trên trang Spotify của Mỹ Tâm rằng Tâm 9 đã tiêu thụ trên 50.000 bản.

## Giải thưởng
Tại WeChoice Awards 2018, album giành "Album âm nhạc được yêu thích nhất" với hơn 46 nghìn lượt bình chọn của khán giả và đề cử tại "Music Video được yêu thích nhất" cho video âm nhạc "Đừng hỏi em" và "Ca sĩ có hoạt động đột phá". Tại Giải thưởng Âm nhạc Cống hiến lần thứ 13 năm 2018, Mỹ Tâm chiến thắng hạng mục "Album của năm" và giúp Tâm giành "Ca sĩ của năm" trong tổng số 3 đề cử. Đây cũng là lần đầu tiên sau 13 năm cô xuất hiện tại một lễ trao giải thưởng âm nhạc Việt Nam. Ngoài ra, Khắc Hưng cũng được đề cử tại hạng mục "Nhạc sĩ của năm" và "Nhà sản xuất của năm".

## Danh sách ca khúc
Nguồn: Hãng phim Phương Nam.
| STT              | Nhan đề                                             | Sáng tác            | Phối khí         | Thời lượng |
| ---------------- | --------------------------------------------------- | ------------------- | ---------------- | ---------- |
| 1.               | "Đừng hỏi em" (Don't Ask Me)                        | Mỹ Tâm              | Khắc Hưng        | 4:23       |
| 2.               | "Cô ấy là ai?" (Who Is She?)                        | Khắc Hưng           | Khắc Hưng        | 3:49       |
| 3.               | "Anh chưa từng biết" (You Never Knew)               | Phan Mạnh Quỳnh     | Khắc Hưng        | 4:10       |
| 4.               | "Nếu có buông tay" (If You Let Go)                  | Khắc Hưng           | Khắc Hưng        | 4:13       |
| 5.               | "Đau thế mà" (Hurts Like That)                      | Mỹ Tâm              |                  | 3:14       |
| 6.               | "Mong cho anh" (Wish You Well)                      | Vũ Cát Tường        | Vũ Cát Tường     | 4:04       |
| 7.               | "Lạnh lùng" (Cold)                                  | Mỹ Tâm              | Tâm Vinh         | 4:30       |
| 8.               | "Muộn màng là từ lúc" (Late From the Beginning)     | Đức Trí             | Khắc Hưng        | 3:55       |
| 9.               | "Biết khi nào gặp lại" (When will I see you again?) | Tấn Phong Khắc Hưng | Khắc Hưng        | 4:06       |
| 10.              | "Nếu Anh Đi" (If You Leave)                         | Khắc Hưng           | Khắc Hưng        | 4:11       |
| 11.              | "Chuyện buồn" (Sad Ending)                          | Phan Mạnh Quỳnh     | Khắc Hưng        | 3:50       |
| 12.              | "Đâu chỉ riêng em" (I'm Not The Only One)           | Khắc Hưng           | Khắc Hưng        | 3:54       |
| Tổng thời lượng: | Tổng thời lượng:                                    | Tổng thời lượng:    | Tổng thời lượng: | 48:19      |

| Hidden track     | Hidden track                              | Hidden track     | Hidden track     | Hidden track |
| STT              | Nhan đề                                   | Sáng tác         | Phối khí         | Thời lượng   |
| ---------------- | ----------------------------------------- | ---------------- | ---------------- | ------------ |
| 13.              | "Người hãy quên em đi" (Please Forget Me) | Khắc Hưng        | Khắc Hưng        | 3:52         |
| Tổng thời lượng: | Tổng thời lượng:                          | Tổng thời lượng: | Tổng thời lượng: | 52:11        |

## Thành phần tham gia sản xuất
| Ê-kíp sản xuất - Điều hành sản xuất: MT Entertainment - Giám đốc sản xuất: Mỹ Tâm - Phối khí: Khắc Hưng, Vũ Cát Tường, Tâm Vinh - Sáng tác: Đức Trí, Mỹ Tâm, Khắc Hưng, Vũ Cát Tường, Phan Mạnh Quỳnh, Tấn Phong - Hỗ trợ: Cho Sung Jin - Mixing: Kwak Jung Shin, Jun Sang Jul và Phạm Tuấn - Mastering: Jeon Hoon tại Sonic Korea - Trợ lí sản xuất: Nguyễn Minh Đạt - Dàn xếp dự án: Hà Hồng Linh - Kỹ sư thu âm: Phạm Tuấn, Đức Anh và Minh Đạt - Chuyển soạn: Khắc Hưng, Tâm Vinh và Thanh Bình - String Arrangement: Khắc Hưng - Guitar: Nguyễn Duy Tùng và Tuyen Duc Bi - Violin: Hy Dat | Art concept - Nhà thiết kế: Lâm Gia Khang và Nightingale - Trang điểm: Hồ Khanh - Tạo mẫu tóc: Vương Khiêm - Nhiếp ảnh gia: Thiên Minh - Thiết kế: KAZUYANZ Khác - In ấn: Thanh Pham - Trợ lí điều hành: Ha Hong Linh, Hồng Ngọc, My Quy, Thanh My - Trợ lí dự án: Huyền Trâm, Quang Huy, Bảo Hân, Trung Tam - Thu âm tại MT Studio và Artdicted Studio |

## Xếp hạng
| Bảng xếp hạng                 | Vị trí cao nhất |
| ----------------------------- | --------------- |
| Mỹ Album Thế giới (Billboard) | 10              |

## Video âm nhạc
MV "Đừng hỏi em"
MV "Người hãy quên em đi". Chiều ngày 31/12, nữ ca sĩ Mỹ Tâm livestream trên trang cá nhân. "Họa mi tóc nâu" tiết lộ cô sẽ tung MV "Người sẽ quên em đi" vào ngày 5/1 tới đây. Ngoài ra, để kỷ niệm 1 tháng phát hành ablum Tâm 9, Mỹ Tâm sẽ gửi đến khán giả hình ảnh hậu trường trong buổi ra mắt album vào ngày 3/1.

## Tranh cãi đạo nhạc
Khán giả đã chỉ ra sự trùng lặp giữa "Đâu chỉ riêng em" và "Tình lay động lòng nhói đau" của ca sĩ Trung Quốc Hải Sinh, được phát hành vào năm 2015. Họ cho rằng phần nhạc dạo và điệp khúc của hai bài giống nhau. Trước điều đó, Khắc Hưng đã thừa nhận trên trang cá nhân facebook: "Hưng vừa được người bạn gửi link của một bài nhạc Hoa "Tình lay động lòng nhói đau" để nghe và phát hiện ra giai điệu đoạn điệp khúc của bài "Đâu chỉ riêng em" của Hưng vừa viết cho ca sĩ Mỹ Tâm rất giống đoạn điệp khúc của bài nhạc Hoa này. Thật sự Hưng nghe mà giật mình và cảm thấy rất bối rối, vì thật lòng mình chưa từng nghe bài này bao giờ." Hưng đã xin lỗi Mỹ Tâm cùng khán giả vì sự cố và khẳng định chỉ nghe Châu Kiệt Luân và Vương Lực Hoành. Mỹ Tâm đã lý giải: "Với dòng hòa âm này nếu chỉ cần bắt đầu bằng note 'mi sol la' thì giai điệu tiếp theo sẽ rất dễ viết ra như vậy, nên có thể ở đâu đó trong đầu em tự nhiên nảy ra mà không hề biết rằng đã có một nhạc sĩ họ cũng đã viết như vậy rồi nên có thể là em không may thôi."
Tuy nhiên, Hải Sinh đã khẳng định: "Tôi đã nghe ca khúc rồi! Cảm giác không phải đạo nhạc, chỉ có một hai câu phụ họa ở đoạn cao trào thôi. Chúng tôi cho rằng tất cả chỉ là trùng hợp. Đây là điều thường thấy ở dòng nhạc thị trường. Xin cảm ơn bạn đã thông báo!".

## Phát hành
Trước khi phát hành, đã có một số lời khuyên về số lượng phát hành của Tâm 9.
Trả lời phỏng vấn, Mỹ Tâm tiết lộ cô sẽ phát hành 10.000 bản cứng đầu tiên.
Ngày 14/01, Mỹ Tâm chính thức phát hành "Tâm 9" trên iTunes, chỉ trong một thời gian ngắn toàn bộ 13 ca khúc trong album chiếm trọn 13 vị trí đầu tiên trong bảng xếp hạng Vietnam iTunes Top Songs. Album "Tâm 9" cũng giữ vị trí top 1 ở bảng xếp hạng Vietnam iTunes Top Albums liên tục trong nhiều tháng.
Sau khi trailer đầu tiên về album được đăng tải, Mỹ Tâm tiếp tục hé lộ đoạn trailer thứ 2 về album mới. Đồng thời, 'Họa mi tóc nâu' cũng công bố 4 nhạc sĩ sẽ hợp tác và phong cách âm nhạc.
Sáng ngày 29 tháng 11 năm 2017, trailer thứ 3 đã ra mắt. Cô tiếp tục giới thiệu hai ca khúc mới lần lượt sáng tác bởi Khắc Hưng và Vũ Cát Tường chỉ với vài chục giây ngắn ngủi.
Ngày 3 tháng 12 năm 2017, Tâm 9 chính thức được phát hành.

### Quảng bá
Nửa đầu tháng 12 năm 2017, Mỹ Tâm đã thực hiện buổi ký tặng và liveshow ra mắt album Tâm 9 lần lượt tại 3 thành phố lớn Thành phố Hồ Chí Minh, Hà Nội và Đà Nẵng. Đây là các dự án thuộc kế hoạch phát sinh trong thời gian ngắn. Cả ba đêm diễn của cô đều thu hút với số lượng rất lớn khán giả, tổ chức chuỗi hoạt động ra mắt, quảng bá quy mô và hoành tráng nhất trong sự nghiệp.
Buổi giao lưu và ký đĩa cho người hâm mộ đã diễn ra từ 14h giờ chiều ngày 3 tháng 12 năm 2017 tại The Long @Time Square tọa lạc trên phố đi bộ Nguyễn Huệ (TP. HCM). Với sự xuất hiện của hơn 10.000 người. Thay vì chọn phòng trà làm nơi giới thiệu sản phẩm, cô quyết định tổ chức một đêm nhạc miễn phí. Show diễn giới thiệu album của Tâm là một phần thuộc chương trình Ho Chi Minh Street Show. Đây là chương trình nghệ thuật đường phố Thành phố Hồ Chí Minh diễn ra vào thứ bảy và chủ nhật hàng tuần, từ 19 giờ 30 phút đến 21 giờ, do sở du lịch cùng công ty truyền thông Amberstone tổ chức với sự tài trợ của công ty cổ phần Sài Gòn Kỷ Nguyên Vàng. Là khách mời biểu diễn đặc biệt, Mỹ Tâm đã trình diễn 8 ca khúc tại sân khấu chính Vibrant Ho Chi Minh City. Cô cũng là ca sĩ đầu tiên tổ chức ra mắt album tại đây.
Ngày 10 tháng 12 năm 2017, cô tổ chức buổi kí tặng và mini concert tại phố đi bộ Hồ Gươm, Hà Nội với sự tham gia của hơn 10.000 người. Trong đêm nhạc, cô biểu diễn khoảng 10 ca khúc từ album với sự dẫn dắt ban nhạc của nhạc sĩ Khắc Hưng. Đây là lần đầu tiên Mỹ Tâm ra mắt một sản phẩm âm nhạc mới tại trung tâm Hà Nội.
Ngày 17 thánh 12 năm 2017, cô tổ chức buôi kí tặng và mini concert tại công viên Phạm Văn Đồng, Đà Nẵng.

### Thiết kế
Sách ảnh trong album được thiết kế theo gam trắng đen chủ đạo do Kazuvanz thực hiện. Đây cũng là nhà thiết kế được Mỹ Tâm tin tưởng gửi gắm ở 3 album trước đó là vol.6 Trở lại, vol.7 To the beat và vol.8 Tâm. Còn phần hình ảnh của album do nhiếp ảnh gia Thiên Minh phụ trách.
Phần hình ảnh được thực hiện đơn giản, chú trọng vào những biểu cảm của một cô gái sau khi trải qua nhiều niềm vui nỗi buồn trong tình yêu, để cuối cùng mạnh mẽ nói lời tạm biệt những kỷ niệm gắn liền với một phần của tuổi thanh xuân.
Cô gửi gắm hình ảnh con cá ngựa ở bìa album với ý nghĩa biểu trưng cho sự chung thủy bởi khi con cái chết thì con đực sẽ chỉ sống một mình. Cùng với đó, khi cô chia sẻ lên facebook, rất nhiều người hâm mộ cho rằng con cá ngựa giống hình số 9, vô tình lại trùng hợp số hiệu của album phòng thu mới nhất của nữ ca sĩ.

### Dịch vụ âm nhạc trực tuyến miễn phí
Trước ngày phát hành Tâm 9, đã có rất nhiều đơn vị nghe nhạc trực tuyến muốn album có mặt trên trang mạng. Mỹ Tâm chia sẻ rằng cô sẽ cân nhắc, lựa chọn những hình thức phát hành phù hợp nhưng nếu không hợp lí cô sẽ quyết định chỉ phát hành qua youtube và bán đĩa. Nhiều người cho rằng do cô 'hét giá' quá cao nên họ khó để đáp ứng.
"Tâm không hét giá mà đó là vì Tâm biết giá trị sản phẩm của mình nằm ở đâu để hợp tác thôi. Tâm bảo thủ đến mức khó chấp nhận nhưng với Tâm là vậy, cái gì đúng thì làm không đúng thì dù có rất nhiều tiền Tâm cũng không thay đổi. Tâm không quan trọng những khoản đó, quan trọng nhất là âm nhạc của mình được người ta trân trọng, được hiểu đúng giá trị, có như thế thì ngay cả bản thân đơn vị hợp tác với mình họ mới có giá trị chứ. Với Tâm, đó là cách tôn trọng nhau."

Thay vì lựa chọn phát hành trên các trang nhạc trực tuyến miễn phí phổ biến của Việt Nam, Mỹ Tâm và công ty quyết định chọn hình thức chỉ phát hành sản phẩm theo hình thức truyền thống.
~ Mỹ Tâm tuyên bố khi kiên quyết rút khỏi các trang nhạc trực tuyến miễn phí ở Việt Nam 
"Tôi là người rất quan trọng chuyện bản quyền, xem đó là hơi thở của mình. Tôi nghĩ những gì không đúng trong thời đại mình đang sống làm mình thấy đau lòng."
Không chỉ tuyên bố rút khỏi các trang nhạc online, Mỹ Tâm còn gửi văn bản chính thức đến các cơ quan chức năng để yêu cầu những đơn vị đã sử dụng nhạc của cô phải trả tiền tác quyền biểu diễn. Chia sẻ về sự cương quyết của mình, nữ ca sĩ cho biết: "Tâm tin là mình làm đúng. Và Tâm nghĩ những điều gì đúng thì nên làm, hơn nữa mình cũng đòi hỏi quyền lợi chính đáng thôi".
Tôi nghĩ thành công ấy bao gồm cả thiên thời địa lợi và nhân hoà. Nhưng nếu chỉ ra thì sẽ là những điều này: Thứ nhất, là nhạc sỹ Khắc Hưng đã có những bản phối quá hay cho album. Thứ hai, cảm xúc của tôi quá phù hợp với một thời điểm hát những bài hát như thế này. Thứ ba, là sự sâu sắc và tinh tế trong giọng hát của tôi hoà quyện được với chất trẻ trung mà Khắc Hưng đang có khiến cho mọi thứ trở nên cân bằng, điểm cân bằng này tạo ra một màu sắc hoàn toàn lạ với tất cả các album trước đó của tôi.
Còn nếu nói về thành công của số lượng thì đến giờ album vol.3 phát hành năm 2003 mới là album bán chạy nhất với hơn 100.000 bản đĩa. Tuy nhiên, nói cho đúng thì thời điểm đó đĩa lậu quá nhiều và số lượng bán ra là một thời gian rất dài. Còn kỷ lục mà Tâm 9 tạo ra trong chưa đầy một tháng với 20.000 bản đĩa ở một giai đoạn mà không còn nhiều người chịu mua một đĩa CD vật lý để nghe là điều gì đó còn trên cả tuyệt vời.

## Đánh giá chuyên môn & đón nhận của công chúng
Album nhận được sự quan tâm đặc biệt và yêu thích của một bộ phận số đông giới nghệ sĩ Việt lẫn giới chuyên môn.
Trước khi phát hành, một số khán giả cho rằng cô không phù hợp khi kết hợp với các nhạc sĩ trẻ đương đại.
Đã có một cuộc tranh luận sôi nổi. Họ so sánh Tâm 9 với những đề cử còn lại, và cho rằng không khó để nhận ra cô 'nhỉnh' hơn.
Nhiều khán giả còn cho biết, toàn bộ các tác phẩm trong album lần này đều mang chất nhạc lạ, hiện đại, hợp thị hiếu và thể hiện khả năng biến hóa đa dạng của giọng ca "Đừng hỏi em" trong âm nhạc.
Báo Hoa học trò đã giành hẳn một bài viết để vinh danh Tâm 9.
Các nghệ sĩ của Việt Nam như NSND Thanh Hoa, Thu Minh, Việt Hương, Trường Giang, Soobin Hoàng Sơn, Đông Nhi, Isaac, Nam Cường, Hương Giang đã khen ngợi album.
NSND Thanh Hoa còn khẳng định: "Tôi rất yêu Mỹ Tâm ở đam mê nghệ thuật, 'cháy' hết mình và đặc biệt hát rất rõ lời. Trong các ca sĩ đêm Cống Hiến, Tâm là người hát rõ lời nhất. Có thể tôi hơi cổ hủ nên với tôi hát là phải để khán giả nghe được mình hát gì. Không cần biết tròn méo, kỹ thuật ra sao nhưng hát phải rõ lời".
Báo Thể thao & văn hóa đã mất nhiều thời gian để trao đổi và thuyết phục cô tham gia lễ trao giải.
Một số khán giả nhận xét toàn bộ 13 ca khúc mang các màu sắc khác nhau, xuất sắc đến mức mỗi bài có thể phát hành theo dạng đĩa đơn.
Tâm 9 cũng mang lại danh tiếng cho nhà sản xuất Khắc Hưng, giúp anh trở thành một trong những 'cái tên' ăn khách nhất trong thị trường âm nhạc Việt Nam.
Ba buổi showcase giới thiệu album đã phần lớn đưa Tâm 9 tới rộng rãi với khán giả. Mỹ Linh nhận xét: "Đó mới là việc một nghệ sĩ phải làm. Chúng ta nên bán sản phẩm của mình làm ra, không phải chăm chăm vấn đề lợi nhuận mà để ca sĩ ý thức hơn trong việc thực hiện sản phẩm của mình. Nếu chỉ cho không như hiện tại, không chỉ người làm hời hợt mà người nhận cũng quấy quá cho qua. Đừng tạo nên những thói quen xấu cho cả khán giả lẫn người làm nghề". Thành công vang dội từ các đêm diễn đã tạo nguồn cảm hứng cho nhiều nghệ sĩ thực hiện tour lưu diễn, live show như Sơn Tùng M-TP, Đông Nhi, Noo Phước Thịnh, Lam Trường, Lệ Quyên,...
Thành công của Tâm 9 phần lớn khẳng định tên tuổi của Khắc Hưng với tư cách là một trong những nhà sản xuất âm nhạc hàng đầu Việt Nam hiện nay, sau những gì anh từng thể hiện qua Khởi hành (2014). Zing Music Award "Nhạc sĩ của năm".
Báo Người đô thị cho rằng Tâm 9 đã "khẳng định Tâm biết cách gìn giữ những giá trị âm nhạc đích thực cùng khán giả của mình" và "theo cách nào đó là một chỉ dấu trên bản đồ nhạc Việt".
Báo Phụ nữ online: "ca khúc mở đầu - Đừng hỏi em - do chính cô sáng tác không có gì mới mẻ, khi đưa vào câu chuyện, được Khắc Hưng hòa âm mới để nối mạch với ca khúc thứ hai - Cô ấy là ai, lại dẫn đắt người nghe một cách hợp lý. Ở phần "thân bài", những ca khúc soul, blue như: Đau thế mà, Mong cho anh, Lạnh lùng, Muộn màng là từ lúc, khán giả mới thật sự ngấm bởi cách kể tuy không vồn vã, nhưng kỹ thuật và sự tinh tế của Mỹ Tâm thỏa mãn được cả những đôi tai khó tính."

## My Tam First Love Concert 1st.
My Tam First Love Concert 1st. là một buổi biểu diễn lớn của nữ ca sĩ Mỹ Tâm, nhằm quảng bá cho album phòng thu thứ chín Tâm 9 (2017). Buổi biểu diễn được diễn ra lúc 16h đến 20h vào thứ bảy ngày 20 tháng 10 năm 2018 tại sân vận động Jangchung, Dongdaemun, Hàn Quốc. Do toàn bộ ekip Hàn Quốc đảm nhiệm, trong đó nhà sản xuất âm nhạc Cho Sung Jin thực hiện việc biên tập và giữ vai trò đạo diễn cùng Mỹ Tâm với quy mô dự kiến tới 8.000 khán giả. Để biểu diễn, cô đã phải đáp ứng quy định về mức độ phủ sóng trong khu vực cũng như nguồn lực về tài chính. Ngoài chi phí thuê địa điểm, Mỹ Tâm phải chi 6% trên tổng thu nhập từ lượng vé bán ra cho đơn vị quản lý sân vận động.